# Trimbach (Bajo Rin)
Trimbach es una localidad y comuna francesa, situada en el departamento de Bajo Rin en la región de Alsacia. 

## Patrimonio
- Iglesia de San Lorenzo

- Datos: Q21299
- Multimedia: Trimbach (Bas-Rhin) / Q21299

1. ↑  Worldpostalcodes.org, código postal n.º 67470.
2. ↑  INSEE, Datos de población para el año 2012 de Trimbach (en francés).